# Попово (Днепропетровская область)
Попово (укр. Попове) — село,
Варваровский сельский совет,
Синельниковский район,
Днепропетровская область,
Украина.
Код КОАТУУ — 1224880516. Население по переписи 2001 года составляло 28 человек.

## Географическое положение
Село Попово находится в 1-м км от села Гряковатое и в 2,5 км от сёл Зелёное и Ненасытец.